# Impatiens stocksii
Impatiens stocksii är en balsaminväxtart som beskrevs av Joseph Dalton Hooker och Thoms. Impatiens stocksii ingår i släktet balsaminer, och familjen balsaminväxter. Inga underarter finns listade i Catalogue of Life.